# Veazie
Veazie – miasto w Stanach Zjednoczonych, w stanie Maine, w hrabstwie Penobscot.